# Access All Arenas
Access All Arenas es el segundo álbum en vivo del dúo de música electrónica Justice. Ha sido lanzado el 7 de mayo de 2013. El álbum fue grabado en la Arena de Nimes en 19 de julio de 2012.

## Lanzamiento
Inicialmente, la canción "On'n'on" ha sido lanzada en el canal oficial de Justice en YouTube en el 26 de marzo de 2013 como una promoción para el álbum completo. El álbum ha sido lanzado vía streaming en Spotify y en su propia página web el 2 de mayo de 2013, cuya distribución en medios como Amazon.com o iTunes lanzando el álbum el 7 de mayo de 2013 como fecha oficial.

### Críticas
El álbum ha recibido generalmente críticas positivas. Pitchfork elogió cómo la música tenía defectos inconfundibles indicativos de la actuación en vivo, señalando que esto da el álbum "una energía orgánica" en contraste con otros actos de danza donde se reproduciría la música pre-secuenciada. Pitchfork ha notado que grabaron tonos de ruido de la multitud, concluyendo que "incluso si no estuvieras allí para apreciar el espectáculo en persona, harán el maldito seguro de que sabes que otras 2000 personas hicieron.

### Lista de canciones
| N.º | Título                     | Duración |  |
| 1.  | «Genesis»                  | 7:45     |  |
| 2.  | «Helix»                    | 4:06     |  |
| 3.  | «Phantom»                  | 4:01     |  |
| 4.  | «Civilization»             | 6:04     |  |
| 5.  | «Canon»                    | 4:11     |  |
| 6.  | «D.A.N.C.E. (Piano Intro)» | 5:58     |  |
| 7.  | «Horsepower»               | 5:24     |  |
| 8.  | «New Lands»                | 4:30     |  |
| 9.  | «Stress»                   | 5:36     |  |
| 10. | «Waters of Nazareth»       | 6:53     |  |
| 11. | «Audio, Video, Disco.»     | 9:58     |  |
| 12. | «Encore»                   | 0:46     |  |
| 13. | «On'n'On»                  | 5:35     |  |
| 14. | «Phantom Pt. II (Outro)»   | 7:56     |  |